# Macy-Gletscher
Der Macy-Gletscher ist ein Gletscher an der Südküste der Livingston-Insel im Archipel der Südlichen Shetlandinseln. In den Tangra Mountains liegt er südlich des Friesland Ridge und des Levski Ridge. Er fließt in südlicher Richtung zur Brunow Bay.
Das UK Antarctic Place-Names Committee benannte ihn 1959 nach Robert Macy, Kapitän der Brigg Aurora aus Nantucket, mit der er zwischen 1820 und 1821 in den Gewässern um die Südlichen Shetlandinseln operierte.